# NGC 5778
NGC 5778 (NGC 5825) é uma galáxia elíptica (E) localizada na direcção da constelação de Boötes. Possui uma declinação de +18° 38' 34" e uma ascensão recta de 14 horas, 54 minutos e 31,4 segundos.
A galáxia NGC 5778 foi descoberta em 20 de Junho de 1886 por Lewis A. Swift.